# Crypturellus kerriae
El inambú del chocó o tinamú del Chocó (Crypturellus kerriae), es una especie de ave de la familia de los tinamúes (Tinamidae), que se puede encontrar en los bosques de tierras bajas y los bosques nubosos en las regiones tropicales de Colombia y Panamá.

## Taxonomía
Todos los tinamúes son de la familia Tinamidae. Los tinamúes pueden volar, aunque la mayoría no son fuerte voladores. son parientes cercanos al clado Ratitae. Los ratites evolucionaron de aves voladores prehistóricas, y los tinamúe son los familiares vivientes más cercanos de estas aves.
Crypturellus está formado de tres palabras latín o griego. kruptos significa cubierto o escondido, oura significa cola, y ellus significa diminuto. Por ende Crypturellus significa pequeña cola escondida.

## Descripción
El inambú chocó es aproximadamente de 25-26.5 cm de largo. Es un tinamú pequeño, oscuro. Su parte superior es de un chocolate oscuro con una corona negruzca, con un poco de gris en las partes del cuello, una garganta blancuzca y oscura borrosa. Sus piernas son rojas. Las hembras son más oscuras con unas alas encubiertas y el pecho más tosco, y un flanco gris.

## Comportamiento
Tiene un silbato con voz baja, débil, apesadumbrada y de tres notas. A diferencias de los otros tinamúes, el inambú chocó come frutas de la tierra o de los arbustos bajos. También comen cantidades pequeñas de invertebrados, capullos de flores, hojas delicadas, semillas y raíces. El macho incuba los huevos que pueden provenir de 4 hembras diferentes, y luego los cría hasta que puedan por sí solos, comúnmente de 2-3 semanas. El nido está ubicado en la tierra en la maleza densa o entre la raíz del enhiesto arbotante

## Distribución y hábitat
Esta especie se puede encontrar en el departamento Chocó del noroeste de Colombia, y el departamento sureño de Panamá.
El inambú chocó vive en los bosque de  hojas perennes tropicales y subtropicales húmedas tanto en las tierras bajas y los montañas de hasta 1,500 m (4,900 pie) de altura. Sin embargo, pareciera que prefiera mayores alturas.

## Estado de conservación
Actualmente el inambú chocó está amenazado por la enorme destrucción de su hábitat causado por la construcción de carreteras, el asentamiento humano, extracción de manera y la minería. La terminación de una nueva carretera-puente ha creado áreas desprotegidas de bosques de llanuras costeras adyacente al Parque nacional natural Ensenada de Utría accesible al asentamiento y más aún amenazador a su hábitat. La población en el valle Atrato de Colombia probablemente podría ser la más amenazada debido al asentamiento humano, y el cambio a fincas y plantaciones de bananos. Es probablemente cazada donde sea haya humanos. La terminación de la carretera Panamericana a través de Darién y la canalización de Truandó y el inferior del río Atrato, para hacer el paso abierto interoceánico, actualmente está paralizado, pero podría tener serios efectos en las especies si se llega a terminar. Las más grandes amenazas son la cacería,  y los planes para mantener el transporte.
Actualmente el inambú chocó está protegido en el parque nacional Darién de Panamá y el Parque nacional natural Ensenada de Utría de Colombia. El parque nacional de Los Katíos de Colombia también protege 720 km² de hábitat aparentemente adecuado en la región Chocó, pero la especie aún tiene que ser registrada en la reserva. Se hizo una proposición a las áreas de encuestas y los estudios de ecología para que provean un entendimiento perfeccionado de su estado y distribución. El estado del inambú chocó es considerado como vulnerable porque se puede encontrar en solo algunos lugares con una pequeña cantidad de estos y en donde su hábitat está casi desapareciendo. Se distribuye por un ámbito de unos 6.200 km², con unas estimaciones (año 2000) de menos de 10.000 aves adultas (1.500-5.000 pequeño y estimado).